# Hydroprojekt Wrocław

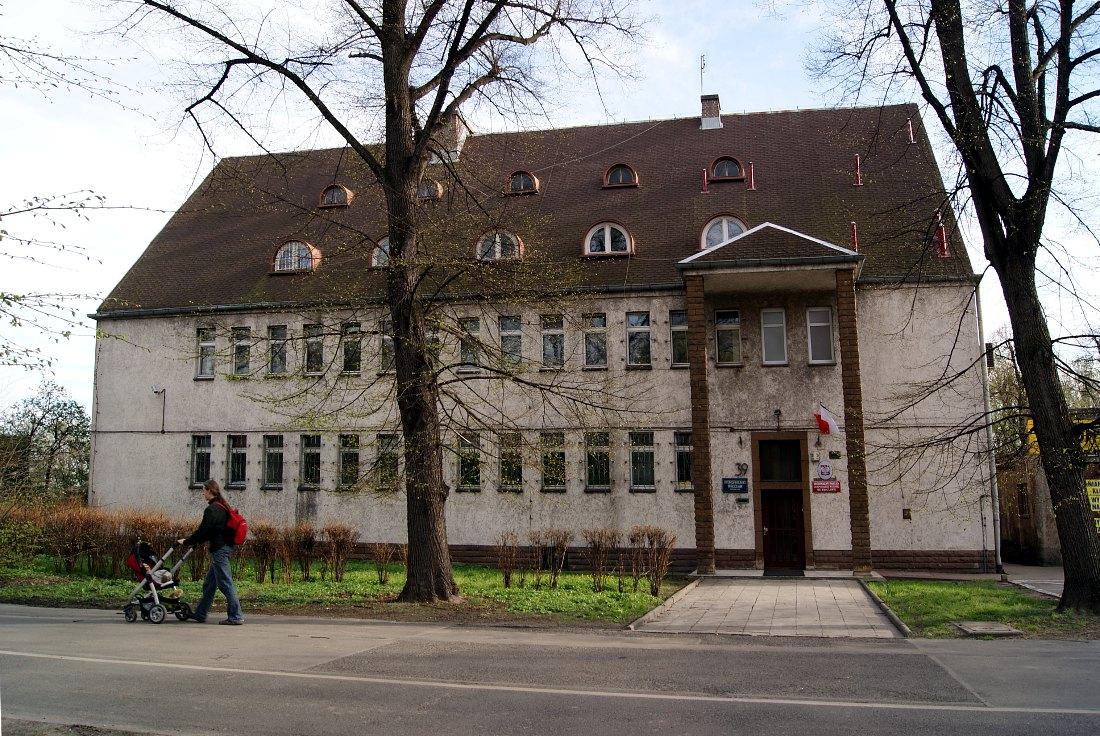
Budynek przy Wybrzeżu Stanisława Wyspiańskiego 39.

Hydroprojekt Wrocław – specjalistyczne biuro projektów działające we Wrocławiu w dziedzinie gospodarki wodnej. W swej działalności biuro koncentrowało się na zagadnieniach gospodarki wodnej obszaru dorzecza Odry, w szczególności górnej i środkowej Odry. Jego działalność została rozpoczęta w 1954 roku jako Centralne Biuro Studiów i Projektów Budownictwa Wodnego w Warszawie z oddziałem we Wrocławiu, który stanowił bazę dla obecnie działającej firmy. Obecnie siedziba firmy mieści się przy ul. Parkowej 25 we Wrocławiu. Firma działa w formie spółki z ograniczoną odpowiedzialnością . Biuro natomiast zostało urządzone przy Wybrzeżu Stanisława Wyspiańskiego 39 we Wrocławiu.
Zakres wykonywanych prac obejmuje takie zagadnienia jak dokumentacje projektowe w zakresie ochrony sanitarnej zlewni, operatów hydrotechnicznych zbiorników wodnych, zapór, jazów, przelewów, kanałów i przerzutów wód, dróg wodnych, śluz, regulacji rzek i zabezpieczenia przed powodzią dla ujęć wód, małej energetyki.
Wśród opracowań wykonanych przez Hydroprojekt Wrocław można wymienić między innymi największe inwestycje w zakresie hydrotechniki prowadzone na Dolnym Śląsku, takie jak np.:
- projekty m.in. zbiorników Nysa, Mietków, Dobromierz, Bukówka, Sosnówka,
- projekty jazów budowanych na Odrze, Bobrze i Kwisie,
- opracowanie generalnej strategii ochrony przez powodzią doliny rzeki Odry.

Firma brała także udział w tworzeniu opracowań dotyczących stopnia wodnego Malczyce.